# Пізнаючи білий світ
«Пізнаючи білий світ» (рос. «Познавая белый свет») — радянський художній фільм 1978 року, режисера Кіри Муратової, знятий на студії «Ленфільм».

## Сюжет
Водій вантажівки Михайло, який нещодавно прибув на будівництво заводу, витягує легкову машину, що застрягла в багні, і знайомиться з Любою і її другом Миколою. Він довозить їх до місця проведення «комсомольського весілля» з декількома нареченими парами, де Люба вимовляє привітання. Поступово Михайло зближується з Любою, чим викликає ревнощі Миколи, який вважає, що Люба повинна належати йому.
Тим часом життя на будівництві йде своєю чергою. Подруги Люби, які працюють штукатурницями, радять їй виходити заміж або за Михайла, або за Миколу. Після роботи, вже в темряві, Михайло іноді заїжджає за Любою, яка живе у вагончику з подругами. Вони розмовляють в кабіні машини, а коли Михайло привозить Любу назад, їх з явним невдоволенням зустрічає Микола. Одного разу вночі Михайло допомагає налагодити мотор незнайомиці, що зупинилася на дорозі, а Люба піднімає і читає любовний лист, який та викинула.
Завод побудований, на зборах вимовляються радісні промови. Будівельники готуються до новосілля: їм виділено новий багатоквартирний будинок на пустирі. Михайло, постригшись і надівши костюм, приходить з квітами до Люби, яка разом з іншими розташувалася з речами біля будинку, і робить їй пропозицію. Він радить швидше сходити в ЗАГС і подати заяву, так як там велика черга. Микола йде, розбиваючи наостанок кидком каменю дзеркало, в яке дивляться Михайло і Люба.

## У ролях
- Сергій Попов — Михайло
- Ніна Русланова — Люба
- Олексій Жарков — Микола
- Наталія Лебле — Галя
- Олена Шелгунова — Зоя
- Наталія Шелгунова — Віра
- Людмила Гурченко — незнайомка
- Володимир Пожидаєв — Тимофеїч
- Віктор Аристов — керівник драмгуртка
- Володимир Дятлов — попутник Миколи
- Юрій Соловйов — інженер-будівельник
- Олександр Суснін — інженер-будівельник

## Знімальна група
- Режисер-постановник — Кіра Муратова
- Сценаристи — Григорій Бакланов, Кіра Муратова
- Оператор-постановник — Юрій Клименко
- Композитор — Валентин Сильвестров
- Художник-постановник — Олексій Рудяков